# Naturschutzgebiet Donauer Bach
Koordinaten: 51° 38′ 2″ N, 7° 48′ 26″ O
Das Naturschutzgebiet Donauer Bach liegt auf dem Gebiet der kreisfreien Stadt Hamm in Nordrhein-Westfalen.
Das 70,60 ha große Gebiet, das im Jahr 1999 unter der Schlüsselnummer HAM-022 unter Naturschutz gestellt wurde, erstreckt sich südlich der Kernstadt Hamm und östlich von Weetfeld (zusammen mit Selmigerheide ein Ortsteil von Hamm) entlang des Donauer Baches. Am nördlichen Rand des Gebietes verläuft die Kreisstraße K 9, östlich die B 63 und südlich die A 2. Nordwestlich erstreckt sich das 22,8 ha große Naturschutzgebiet Gallberg.